# Wir3
Wir3 war eine 2007 gegründete deutsche Popmusikgruppe. Die Band wurde vom Fernsehsender Super RTL im Rahmen des Kinderprogramms Toggo vermarktet, das sich vor allem an 6- bis 13-Jährige richtet.

## Geschichte
Wir3 war eine deutsche Version der seit 1999 erfolgreichen flämischen Gruppe K3: Die Sängerinnen ähnelten vom Typ her denen des Originals und die Lieder waren Coverversionen von K3-Hits, bei denen Choreographie und musikalisches Arrangement identisch zu den flämischen Versionen waren – einzig die Texte wurden übersetzt und teilweise angepasst.
Am 14. März 2008 erschien das Debütalbum Wir3 und im Jahr 2009 das zweite und letzte Album Regenbogenbunt. Die Website der Gruppe wurde seit Sommer 2010 nicht mehr aktualisiert und im Mai 2012 endgültig gelöscht.
Es gab, wie beim Vorbild K3, außerdem noch eine Dokureihe über die Band namens Die Welt von Wir 3, die im Sender Junior ausgestrahlt wurde. Die Originalvorlage von K3 hieß De Wereld van K3 (Die Welt von K3) und ist eine bis heute existente Talkshow für Kinder bzw. heute eher ein Kindermagazin. Das Set des  „Wir-3-Hauses“ in der deutschen Version war das identische Studio des „K3-Hauses“ aus diversen Fernsehfilmen, welches im Studio von Studio 100 im belgischen Antwerpen aufgebaut und produziert wurde. Die Sendung wurde von 2009 bis Mitte 2014 auf Junior ausgestrahlt.
Wir3-Sängerin Linda Hesse begann im Jahr 2011 eine Solo-Karriere. Ihre erste Single Ich bin ja kein Mann erschien am 31. August 2012 als Download, ihr Debütalbum Punktgenaue Landung am 15. Februar 2013.

## Diskografie

### Studioalben
| Jahr | Titel          | Höchstplatzierung, Gesamtwochen, AuszeichnungChartplatzierungen (Jahr, Titel, Platzierungen, Wochen, Auszeichnungen, Anmerkungen) | Höchstplatzierung, Gesamtwochen, AuszeichnungChartplatzierungen (Jahr, Titel, Platzierungen, Wochen, Auszeichnungen, Anmerkungen) | Höchstplatzierung, Gesamtwochen, AuszeichnungChartplatzierungen (Jahr, Titel, Platzierungen, Wochen, Auszeichnungen, Anmerkungen) | Anmerkungen                         |
| Jahr | Titel          | DE | AT | CH | Anmerkungen                         |
| ---- | -------------- | --- | --- | --- | ----------------------------------- |
| 2008 | Wir3           | DE45 (5 Wo.)DE | AT2 (13 Wo.)AT | CH52 (5 Wo.)CH | Erstveröffentlichung: 14. März 2008 |
| 2009 | Regenbogenbunt | DE82 (2 Wo.)DE | AT18 (6 Wo.)AT | — | Erstveröffentlichung: 27. März 2009 |

### Singles
| Jahr | Titel Album          | Höchstplatzierung, Gesamtwochen, AuszeichnungChartplatzierungen (Jahr, Titel, Album, Platzierungen, Wochen, Auszeichnungen, Anmerkungen) | Höchstplatzierung, Gesamtwochen, AuszeichnungChartplatzierungen (Jahr, Titel, Album, Platzierungen, Wochen, Auszeichnungen, Anmerkungen) | Höchstplatzierung, Gesamtwochen, AuszeichnungChartplatzierungen (Jahr, Titel, Album, Platzierungen, Wochen, Auszeichnungen, Anmerkungen) | Anmerkungen                              |
| Jahr | Titel Album          | DE | AT | CH | Anmerkungen                              |
| ---- | -------------------- | --- | --- | --- | ---------------------------------------- |
| 2007 | Heyah Mama Wir3      | DE46 (7 Wo.)DE | AT38 (6 Wo.)AT | CH62 (2 Wo.)CH | Erstveröffentlichung: 25. Mai 2007       |
| 2007 | Kuma He Wir3         | DE58 (6 Wo.)DE | AT48 (2 Wo.)AT | — | Erstveröffentlichung: 21. September 2007 |
| 2008 | Omi ist der Hit Wir3 | DE42 (9 Wo.)DE | AT7 (9 Wo.)AT | — | Erstveröffentlichung: 22. Februar 2008   |
| 2008 | Liebeskapitän Wir3   | DE81 (3 Wo.)DE | AT44 (5 Wo.)AT | — | Erstveröffentlichung: 25. Juli 2008      |
| 2009 | Regenbogenbunt       | — | AT63 (2 Wo.)AT | — | Erstveröffentlichung: 2009               |